# 味丹企業
味丹企業股份有限公司（英語：VEDAN Enterprise Corporation，簡稱：味丹），是一家臺灣的食品公司，總部位於臺中市沙鹿區，並於中國大陸以及越南等地投資設廠。創業初期以生產麩胺酸鈉（味精）為主力產品，目前為世界十大味精廠商之一；除味精外，該企業於1973年後陸續投入速食麵、飲料、綠藻等領域，近來更延伸至養生、保健、保養等方面。此外，味丹為百事公司在臺灣第二代總代理（第一代總代理為統一企業）。

## 歷史

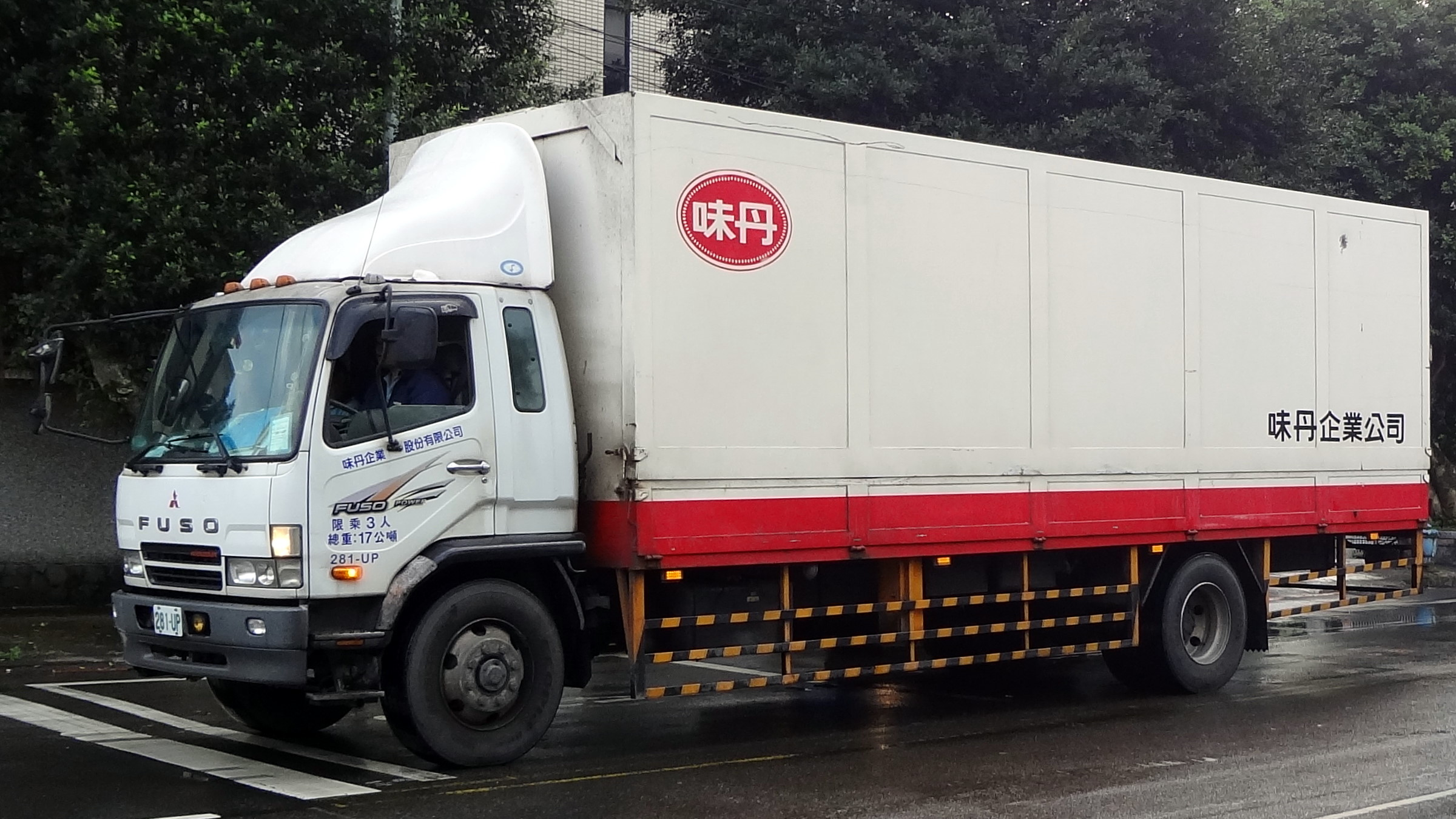
味丹企業三菱扶桑大貨車281-UP

- 1952年，「協成商行」成立。1954年，楊深波與二弟楊清堂、三弟楊棋楠、四弟楊清欽在臺中縣沙鹿鎮北勢頭創立「味正食品廠」，以生產麩胺酸鈉（味精）為主。[1]1962年，味正食品廠公司化，定名為「味正食品工業股份有限公司」。1970年，味正食品工業改名為「味丹企業股份有限公司」。1973年，成立速食麵廠，開始生產速食麵。
- 1974年，投資「東海綠藻工業股份有限公司」，跨足生物科技產業。
- 1975年，東海綠藻工業改名為「東海醱酵工業股份有限公司」。
- 1984年，成立「東龍建設開發股份有限公司」。
- 1985年，成立飲料廠，開始生產罐裝飲料。
- 1987年，成立海外辦事處。
- 1991年，在越南同奈省龍城縣福泰社成立「味丹（越南）企業股份有限公司」，味丹企業的飲料廠獲得經濟部工業局GMP認證。
- 1992年，在上海成立「上海味丹企業有限公司」，味丹企業的飲料廠獲得農委會CAS認證與日本農林水產省果實飲料JAS認證。
- 1995年，速食麵廠與飲料廠獲得ISO 9002認證。[2]
- 1996年，在廈門成立「茂泰食品（廈門）有限公司」，味丹企業與東海醱酵工業合併為「味丹企業股份有限公司」。
- 1997年，味丹企業子公司「丹佛育樂」成立「A-one冰上世界」。
- 2002年，味丹（越南）企業股份有限公司榮獲2002年越南國家品質獎。[3]
- 2003年6月27日，「味丹國際（控股）有限公司」在香港聯合交易所主板股票上市，掛牌價為0.89港元。
- 2003年11月6日，獲得「2003國家生技醫療品質金獎（生物科技類）」。12月2日，獲得「第七屆傑出生物技術產業發展獎（團體獎）」。
- 2004年7月，味丹國際（控股）收購上海味丹企業股份有限公司之資產及味精業務，上海味丹企業股份有限公司改名為「上海味丹企業有限公司」並定位為中國區營運中心。
- 2005年，綠藻廠通過食品GMP認證體系晉升優級評核。
- 2005年11月，味丹（越南）企業完成收購味泰木薯澱粉有限公司，改名為「味友責任有限公司」。
- 2005年12月22日，味丹國際（控股）與山東雪花生物化工股份有限公司簽約合資成立「山東味丹雪花實業有限公司」，上海味丹食品有限公司改名為「上海皇品食品有限公司」。
- 2006年，「γ-聚麩胺酸超級水膠」獲得台灣及歐盟七國製造專利。
- 2006年，味丹企業轉投資「品冠行銷股份有限公司」負責營業鋪銷，同時也於全台設立了11個行銷子公司[4]。
- 2009年，獲得中華工商經貿科技發展協會國家品質保證金像獎。
- 2011年，「藻類DHA產品開發」榮獲行政院農業委員會「農業生物技術研發成果產業化計畫」執行績效優良廠商，「多喝水竹炭水」及「味味A排骨雞麵」取得行政院環境保護署碳足跡標籤認證。
- 2012年，「味丹心茶道健康青草茶」榮獲行政院衛生署健康食品許可證。9月10日，味丹子公司「群岳企業」預定南投縣埔里鎮擴充「多喝水」包裝工廠，限期位於該鎮內埔社區的有機花農與白筍農在三個月內搬走，引發當地農民抗爭；經上下游新聞市集批露後，網友發起拒喝多喝水運動。9月13日，群岳企業決定停止此投資設廠方案。
- 2014年，捲入2014年臺灣食品安全問題事件，多項產品因使用問題油品而回收下架。
- 2016年，味丹越南產品─有機礦粒肥Vedagro取得認證：ISO9001.ISO/IEC17025.GMP+B2.ISO14001.OHSAS18001
- 2017年，綠藻榮獲經濟部中小企業處智權財價值計畫專案補助─衍生化妝品及保 健食品技術之智權輔導專案。
- 2020年，群岳公司新廠房正式投產（新廠導入MES智慧化作業系統、精進水處理設備、產品線包裝全面自動化）。
- 2021年，代理品46度戰酒黑金龍台中捷運通車紀念酒，榮獲台中捷運唯一授權的通車紀念酒。
- 2025年，授權製造百事可樂無糖生可樂。

## 代表商品
- 味味A排骨雞麵
- 味味一品系列速食麵
- 隨緣系列速食麵
- 雙響泡系列速食麵
- 多喝水、鹼性竹碳水
- 味丹青草茶、冬瓜茶[5]

（由台灣第一生化科技代工）
- 休閒食品
- 金門酒廠50度以下金門高粱酒之台灣澎湖馬祖總經銷商，包括38度金門高粱酒、戰酒黑金龍、特窖陳高等多款熱銷產品
- 日本月桂冠台灣總代理

## 食品安全爭議
- 2013年11月14日 04:09 中時電子報 邱俐穎、林宜慧／台北報導 泡麵油包 驗出重金屬 [6]
- 2014年9月12日，味丹企業主動通報有使用強冠企業精豬油產品，並發出聲明稿深表歉意。誤用強冠精豬油產品有「美味小舖」泡麵牛肉袋裝、海鮮袋裝、牛肉碗裝，「台灣好味」泡麵牛肉袋裝、海鮮袋裝。[7]

## 外部連結
- 味丹企業股份有限公司（页面存档备份，存于）
- 味丹國際（控股）有限公司（页面存档备份，存于）
- VEDAN_味丹企業（页面存档备份，存于）
- 味丹（越南）企業股份有限公司
- 味丹生物科技股份有限公司 （页面存档备份，存于）